# Al-Mina
Al-Mina – starożytny port grecki u ujścia rzeki Orontes, założony około 800 p.n.e. jako skład handlowy (emporium).
Przez wiele stuleci był najważniejszym ośrodkiem handlu starożytnej Grecji ze Wschodem, łącząc obszar o wysoko rozwiniętej cywilizacji nawet z italską Etrurią. Zapewne stamtąd pochodziła większość produktów wschodnich, docierających do Grecji w okresie stylu orientalizującego (750 p.n.e.–625 p.n.e.). Na podstawie ceramiki znalezionej podczas wykopalisk można sądzić, że wśród osadników znajdowali się Fenicjanie oraz Grecy z Cypru i Eubei. Najprawdopodobniej w Al-Minie ok. 775 p.n.e. doszło do przekazania alfabetu fenickiego Grekom. Będąc głównym portem obsługującym wymianę handlową w tej strefie do ok. 600 p.n.e., pozostał ważnym ośrodkiem aż do ok. 300 p.n.e., gdy utracił swe znaczenie na rzecz Antiochii oraz jej portu – Seleucji.
W piśmiennictwie starożytnym nie wspominany, odkryty został w 1936 podczas wykopalisk archeologicznych prowadzonych przez Leonarda Woolleya. Poza przyportową dzielnicą handlową w trakcie prac wykopaliskowych nie odkryto centrum miasta ani dzielnic mieszkalnych. Nie odsłonięto też greckich pochówków i inskrypcji, pozostałości typowego budownictwa, świadectw obcych kultów, co uniemożliwia rozstrzygnięcie kwestii, czy Al-Mina założyli Grecy, czy jedynie zasiedlali ją licznie, posiadając szczególny status prawny.
Odkrycia w dzielnicy handlowej obejmują pozostałości składów handlowych (magazynów), kantorów i sklepów. Magazyny późniejsze to budowle z cegły mułowej posadowione na kamiennych fundamentach, zgrupowane w kwartały o planowych wymiarach i tworzące sieć regularnie przecinających się ulic. Ślady handlu wyspecjalizowanego stanowią określone typy transportowych pojemników na ceramikę oraz kły słoniowe. Wiadomo, że oprócz wyrobów z kości słoniowej i materiałów półszlachetnych najważniejszym przedmiotem greckiego eksportu z Al-Miny było żelazo i wyroby metalowe oraz tkaniny; zamiennym towarem handlowym mogli być niewolnicy. Znaleziska ceramiki wczesnogreckiej pochodzącej z Eubei wskazują na krótką przerwę w miejscowym osadnictwie po roku 700 p.n.e., co łączyć można z ówczesną asyryjską ekspansją militarną na tym obszarze; podobną ceramikę znaleziono w zdobytym przez Asyryjczyków cylicyjskim Tarsos.
Pozostałości miasta znajdują się w pobliżu tureckiej miejscowości Samandağ w prowincji Hatay; nie należy go mylić ze stanowiskiem archeologicznym o tej nazwie (częścią Tyru) w Libanie.